# Pontiac Grand Am
La Pontiac Grand Am è un'autovettura prodotta dalla Pontiac dal 1973 al 1975, dal 1978 al 1980 e dal 1985 al 2005.

## Il contesto
La Grand Am fu originariamente una vettura mid-size. Dal 1985, il nome fu associato ad un modello compact. La Grand Am venne assemblata in tre periodi non collegati tra loro, cioè con una pausa di alcuni anni tra un intervallo e l'altro.
La produzione della Grand Am venne sospesa per la prima volta nel 1980, quando fu sostituita dalla Pontiac 6000. Venne reintrodotta nel 1985, questa volta come compact car. In questa occasione sostituì la Phoenix e fu in produzione fino al 2005, quando venne rimpiazzata definitivamente dalla G6.
Tutte le Grand Am vennero assemblate nel Michigan. Quelle prodotte dal 1973 al 1980 furono invece assemblate a Pontiac, mentre quelle commercializzate dal 1985 al 2005 vennero fabbricate a Lansing.
La Grand Am fu offerta con solo due tipi di carrozzeria, berlina quattro porte e coupé due porte.
Il nome "Grand Am" fu coniato dalla Pontiac prendendo spunto da un modello della casa, la Grand Prix, e da un allestimento disponibile all'epoca per le Pontiac, il "Trans Am". Il messaggio che doveva passare, secondo gli intendimenti della Pontiac, era che il nuovo modello avrebbe coniugato il lusso della Grand Prix e le prestazioni delle Trans Am. La Grand Am fu la risposta alla commercializzazione delle berline sportive europee che all'epoca venivano importate anche in Nordamerica.

## La prima serie: (1973-1975)
La prima Grand Am fu introdotta alla fine del 1972 per il model year 1973. Era basata sul pianale A della General Motors similmente ad altri modelli del gruppo come la Pontiac LeMans, la Pontiac GTO, la Chevrolet Chevelle, la Buick Century e la Oldsmobile Cutlass Supreme. Questo pianale fu aggiornato proprio nel 1973; la novità principale fu l'eliminazione, dalla gamma di vetture offerte su questa piattaforma, delle hardtop senza montanti. Ciò fu dovuto alla presentazione di proposte di leggi federali che, se entrate in vigore, avrebbero disciplinato la progettazione della struttura delle vetture, con l'obbiettivo di limitare in danni in caso di ribaltamento del veicolo. Per lo stesso motivo, non vennero prodotte versioni cabriolet. In ogni caso, le portiere senza montante vennero conservati e le proposte di legge non ebbero seguito. Entrarono invece in vigore delle leggi che obbligavano i costruttori a progettare dei paraurti anteriori e posteriori in grado di assorbire urti fino a, rispettivamente, 5 mph  e 2,5 mph. Quest'ultimo valore fu portato a 5 mph nel 1974.
Nel primo anno di commercializzazione vennero prodotti 43.136 esemplari. La Grand Am aveva installato un motore da 6,5 L di cilindrata con carburatore a doppio corpo. Tra gli optional era possibile avere un propulsore da 7,4 L e carburatore quadruplo corpo, oppure la versione con carburatore a quadruplo corpo del motore da 6,5 L. Tutti questi motori erano dei V8 e furono disponibili con il cambio automatico Turbo-Hydramatic 400. Solo con il motore da 6,5 L a carburatore a quadruplo corpo, e limitatamente al 1973 ed al 1974, era possibile ottenere un cambio manuale a quattro marce. Tutti gli esemplari che montavano gli altri motori, erano invece equipaggiati solo con cambio automatico.
All'interno, la Grand Am era dotata di sedili avvolgenti Strato foderati in pelle artificiale Naugahyde oppure rivestiti in velluto a coste, reclinabili e con supporto lombare regolabile. Ciò era relativamente comune per le auto europee dell'epoca, ma era inusuale per dei modelli statunitensi. Erano anche inclusi un pannello strumenti completo (anche se il contagiri era opzionale), un volante e tra razze con corsa allungata, una consolle tra i due sedili anteriori, un orologio e la radio. Erano presenti anche degli inserti in legno nel cruscotto. Nel 1973 il legno era autentico ma, a causa della formazione di schegge, nel 1974 e nel 1975 vennero installati degli inserti in finto legno. La Grand Am fu tra le prime auto statunitensi ad avere installato un regolatore dell'inclinazione del fascio luminoso dei fari anteriori, che era montato sulla leva dell'indicatore di direzione.
Inoltre, le Grand Am possedevano, tra l'equipaggiamento di serie, delle sospensioni ad alte prestazioni, degli pneumatici radiali, degli ammortizzatori Pliacell e delle barre antirollio all'avantreno ed al retrotreno. Questi componenti vennero installati per migliorare la guidabilità e la maneggevolezza. Le sospensioni speciali erano offerte come optional sulle Bonneville e sulle Firebird. La Grand Am era uno dei tre modelli General Motors ad avere, nel 1973,  queste sospensioni e gli pneumatici radiali montati di serie. Gli altri due modelli erano l'Oldsmobile Cutlass e la Chevrolet Monte Carlo.
Nel 1973 la Pontiac produsse un esemplare di prova di Grand Am versione familiare per studiare la fattibilità di un'eventuale messa in produzione. In sostanza, questo prototipo era una LeMans familiare convertita in una Grand Am. Un funzionale sistema di prese d'aria fu sviluppato per le Pontiac basate su piattaforma A, sistema che utilizzava due aperture NACA sul cofano, ma esso fu presto eliminato perché non permetteva alla vettura di soddisfare i requisiti di contenimento dell'inquinamento acustico. Furono disponibili altri sistemi di prese d'aria, anche se furono molto rari.
Durante il periodo in cui questa generazione venne prodotta, la calandra fu modificata più volte, insieme alla parte anteriore della vettura. Nel 1973 la Grand Am possedeva una parte anteriore in poliuretano, una calandra con sei aperture e barre verticali, degli indicatori di direzione anteriori rotondi, dei fanali posteriori orizzontali ed un paraurti posteriore cromato. I 17.083 esemplari di Grand Am del 1974 possedevano la parte in anteriore in poliuretano ridisegnata ed una calandra con 12 aperture e barre orizzontali. Inoltre, i modelli citati avevano una parte posteriore progettata per assorbire urti fino a 5 mph e possedevano dei fari posteriori verticali. I modelli del 1975 assomigliavano a quelli dell'anno precedente, ma avevano le barre della calandra in posizione verticale, dei paraurti posteriori in tinta e il convertitore catalitico (quest'ultimo fu introdotto, sulla Grand Am, proprio nell'anno in questione). Nel 1975 vennero assemblati 10.679 esemplari. Fu l'ultimo anno per questa generazione, dato che le vendite calarono ed i prezzi dei carburanti aumentarono a causa della crisi energetica del 1973. Tutte le Grand Am vennero prodotte nello stabilimento di Pontiac, nel Michigan, che era l'unico sito produttivo della Pontiac.
Quando questa serie di Grand Am fu tolta di produzione nel 1975, l'aumento dei prezzi dei carburanti costrinse gli acquirenti a dare maggior importanza ai consumi delle vetture. La combinazione dei rapporti all'asse posteriore numericamente più bassi, messa in pratica per limitare il consumo di carburante, e le leggi federali del 1975 contro le emissioni inquinanti, costrinsero le case automobilistiche a limitare la potenza dei loro modelli, e ciò fu la pietra tombale dell'era delle muscle car.
Sebbene progettata per competere con le berline europee che combinavano la sportività ed il lusso, la Grand Am era più grande e pesante delle concorrenti. In sostanza, era più vicina agli standard dimensionali e di peso delle compatte americane, ed era molto più grande delle più grandi auto costruite in molti Paesi al di fuori degli Nord America. Inoltre, all'epoca iniziarono ad essere offerte altre vetture che erano paragonabili alla Grad Am e che si posizionavano nella stessa nicchia di mercato. Queste vetture, come la Ford Granada, la Mercury Monarch e la Pontiac Ventura, avevano degli interni lussuosi e delle sospensioni ad alte prestazioni paragonabili a quelli della Gran Am, ma applicati a modelli più piccoli e meglio progettati per competere con le berline d'importazione.
Inoltre, le sospensioni ad alte prestazioni della Grand Am, che erano offerte unicamente sul modello nel 1973, diventarono disponibili come optional nel 1974 su tutti i modelli Pontiac e General Motors, e furono installate di serie sulla maggior parte dei modelli nel 1975. In aggiunta, le case automobilistiche dell'epoca iniziarono a dotare le proprie vetture di pneumatici radiali. In questo modo, la Grand Am perse parecchio della sua unicità.
Questa serie di Grand Am faceva parte della categoria di vetture mid-size. Il motore era montato anteriormente, mentre la trazione era posteriore.

### Motorizzazioni
- 1973-1975: V8 da 6,5 L con carburatore doppio corpo. Questo fu il propulsore montato di serie, gli altri erano offerti come optional;
- 1973-1975: V8 da 6,5 L con carburatore quadruplo corpo;
- 1973-1974: V8 da 6,5 L con carburatore quadruple corpo, cambio a quattro rapporti;
- 1973-1975: V8 da 7,4 L con carburatore quadruple corpo.

## La seconda serie: (1978-1980)
La nuova serie della Grand Am, che era basata sulla Grand Prix, con cui condivideva il pianale A della General Motors, fu introdotta nel 1978. Gli interni furono rinnovati, ed ora includevano gli alzacristalli elettrici, la chiusura centralizzata, il tetto apribile ed i sedili regolabili elettricamente. Inoltre, era disponibile il cambio automatico ed una strumentazione completa. Questa serie di Grand Am è molto rara.
Questa generazione di Grand Am era dotata sia di un motore V6, che di propulsori V8. Il primo aveva una cilindrata di 3,8 L, mentre i secondi di 4,9 L e 5 L.
Nel 1979, la Grand Am fu protagonista del Grand National organizzato dalla NASCAR. Il 1980 fu l'ultimo anno di commercializzazione di questa seconda serie del modello, durante il quale fu offerta solo in versione coupé. Il modello venne sostituito temporaneamente dalla Pontiac 6000.
Assemblata a Pontiac, nel Michigan, era basata sul pianale A. Anche questa serie di Grand Am faceva parte della categoria di vetture mid-size. Il motore era montato anteriormente, mentre la trazione era posteriore.

## La terza serie: (1985-1991)
Nel 1985 la Pontiac ripresentò, dopo qualche anno di assenza, la Grand Am. Questa nuova generazione, apparteneva però alla categoria della compact car ed era basata sul pianale N della General Motors, che condivideva con la Oldsmobile Calais e la Buick Skylark, di cui molti componeneti erano presenti nella piattaforma L, usata però dalla Chevrolet Corsica e dalla gemella Beretta (che sostituirono la Citation). Questa serie di Gran dam sostituì la poco popolare Phoenix. Inizialmente gli allestimenti disponibili furono quello base e l'LE, solo però nella versione coupé. L'allestimento SE, che si posizionava al top della gamma, e le versioni berlina arrivarono nel 1986. Nel 1987 vennero aggiunte le cinture di sicurezza montate sulle porte.
Nel 1989, la Grand Am ricevette una revisione della parte anteriore e di quella posteriore. Anche i motori vennero aggiornati. Furono offerti nuovi motori che sostituirono alcuni di quelli precedenti. In particolare, il motore da 2,5 L fu dotato di alberi di equilibratura. Il lettore CD era tra gli optional. Negli anni successivi il modello fu oggetto di aggiornamenti marginali.
I motori disponibili furono:
- 1985-1991: Tech IV da 2,5 L di cilindrata e quattro cilindri in linea, iniezione elettronica con corpo farfallato, valvole in testa, potenza di 92 hp (1985-1986), 98 hp (1987-1988) e 110 hp (1989-1991)
- 1985-1988: V6 Buick da 3 L, iniezione multipoint, valvole in testa, 125 hp;
- 1987-1989: quattro cilindri in linea da 2 L sovralimentato da 165 hp;
- 1988-1991: Quad 4 da 2,3 L da 150 hp (1988-1989), 160 hp (1990-1991), 180 hp (1990-1991).

Il motore era montato anteriormente, e la trazione era all’avantreno. Assemblata a Lansing, aveva a disposizione due cambi. Uno era manuale a cinque rapporti, mentre l'altro era automatico a tre rapporti.

## La quarta serie: (1992-1998)
Nel 1992 la piattaforma N fu riprogettata, e quindi anche la Grand Am, che si basava su questa piattaforma, venne rivista completamente. Il motore Quad 4 a doppio albero a camme in testa fu tolto dall'offerta, mentre il propulsore da 2,5 L Tech IV fu sostituito dal motore Quad 4 monoalbero, che era conosciuto come Quad OHC e che produceva 120 hp. Un nuovo motore V6 da 3,3 L e 160 hp diventò popolare tra i propulsori opzionali.
Gli allestimenti disponibili furono l'SE (che era quello base) ed il GT, che era dotato di un corpo vettura riprogettato, del motore Quad OHC e di sospensioni sportive. Dal 1992 al 1998, su tutti i modelli, fu disponibile di serie l'ABS. Nel 1993, i motori Quad persero quattro hp di potenza per consentire un funzionamento più silenzioso. Nel 1994 l'airbag fu aggiunto all'equipaggiamento di serie.
Nel 1996, la Grand Am ricevette un nuovo frontale, una nuova parte posteriore e dei nuovi interni. Gli airbag lato conducente e lato passeggero furono installati di serie, mentre i pannello strumenti venne rinnovato. Nel 1997 fu montata di serie l'aria condizionata.
Il motore era montato anteriormente, e la trazione era all’avantreno. Assemblata a Lansing, faceva parte della categoria delle vetture compact.
I motori installati furono:
- 1992–1994: Quad OHC da 2,3 L, monoalbero, quattro cilindri in linea, 120 hp (115 nel 1993 e nel 1994) di potenza e 190 N•m di coppia;
- 1992–1994: Quad 4 da 2,3 L, doppio albero a camme in testa, quattro cilindri in linea, 160 hp (155 nel 1993 e nel 1994), 210 N•m;
- 1992–1994: Quad 4 HO da 2,3 L, doppio albero a camme in testa, quattro cilindri in linea, 180 hp (175 nel 1993 e nel 1994), 220 N•m;
- 1992–1993: 3300 V6 da 3,3 L, iniezione multipoint, 160 hp e 251 N•m;
- 1994–1998: 3100 V6 da 3,1 L, iniezione, 155 hp e 251 N•m;
- 1995: Quad 4 da 2,3 L, doppio albero a came in testa, quattro cilindri in linea, 150 hp e 210 N•m;
- 1996–1998: LD9 da 2,4 L, quattro cilindri in linea, doppio albero a camme in testa, 150 hp e 210 N•m.

I cambi usati invece erano:
- 1992–1994: Muncie derivata Getrag manuale a cinque rapporti con overdrive (solo su motore Quad 4) ;
- 1992–1998: Isuzu manuale a cinque rapporti con overdrive (solo dal 1992 al 1994 sul motore Quad OHC e dal 1995 al 1998 sul motore Quad4 e sul propulsore da 2,4 L) ;
- 1992–1995: 3T40 automatico a tre rapporti;
- 1994–1998: 4T60-E automatico a quattro rapporti con overdrive (disponibile sul motore 3100 dal 1994).

## La quinta serie: (1999-2005)
Nel 1999 la Grand Am fu riprogettata nuovamente. Il motore montato di serie era il quattro cilindri in linea da 2,4 L di cilindrata e 155 hp di potenza, mentre il propulsore V6 da 3,4 L era offerto tra gli optional. Nel 2002, il motore a quattro cilindri in linea da 2,2 L Ecotec sostituì il propulsore da 2,4 L come motore base. I cambi disponibili erano due, uno manuale a cinque rapporti e l'altro automatico a quattro velocità.
Nel 2003, il design fu aggiornato. Nell'occasione, vennero rimossi gli inserti a coste nel corpo vettura, per una linea più pulita. Nell'anno citato ricorreva il 30º anniversario del lancio della Grand Am, e quindi venne offerto, per l'allestimento GT, un pacchetto speciale. Era un'edizione limitata, e comprendeva delle prese d’aria sul cofano, degli scarichi speciali e dei sedili foderati in pelle con la scritta "30th anniversary".
Questa serie di Grand Am era venduta in cinque varianti, SE, SE1, SE2, GT, e GT1. Le varianti differivano per l'equipaggiamento. Dispositivi di sicurezza come gli airbag lato guidatore e lato passeggero erano offerti di serie, mentre il controllo della trazione e l'ABS erano tra gli optional, dal 2003 al 2005, sull'allestimento SE. Erano però montati di serie sugli allestimenti SE1, SE2, GT e GT1.
Dal 2003, negli Stati Uniti, quando la Sunfire berlina fu tolta dal listino, la Grand Am rimase l'unica vettura compact offerta in versione berlina che era presente nella gamma offerta dalla Pontiac.
Il motore era montato anteriormente, e la trazione era all’avantreno. Assemblata a Lansing, faceva parte della categoria delle vetture compact. Anche questa serie di Grand Am era basata sul pianale N della General Motors e venne assemblata a Lansing.
Nonostante il successo, la Grand Am fu tolta dal mercato dalla Pontiac nel 2005. Fu sostituita dalla Pontiac G6. L'ultimo esemplare di Grand Am uscì dalle catene di montaggio il 6 maggio 2005, in occasione della chiusura dello stabilimento di Lansing.